# 沈金

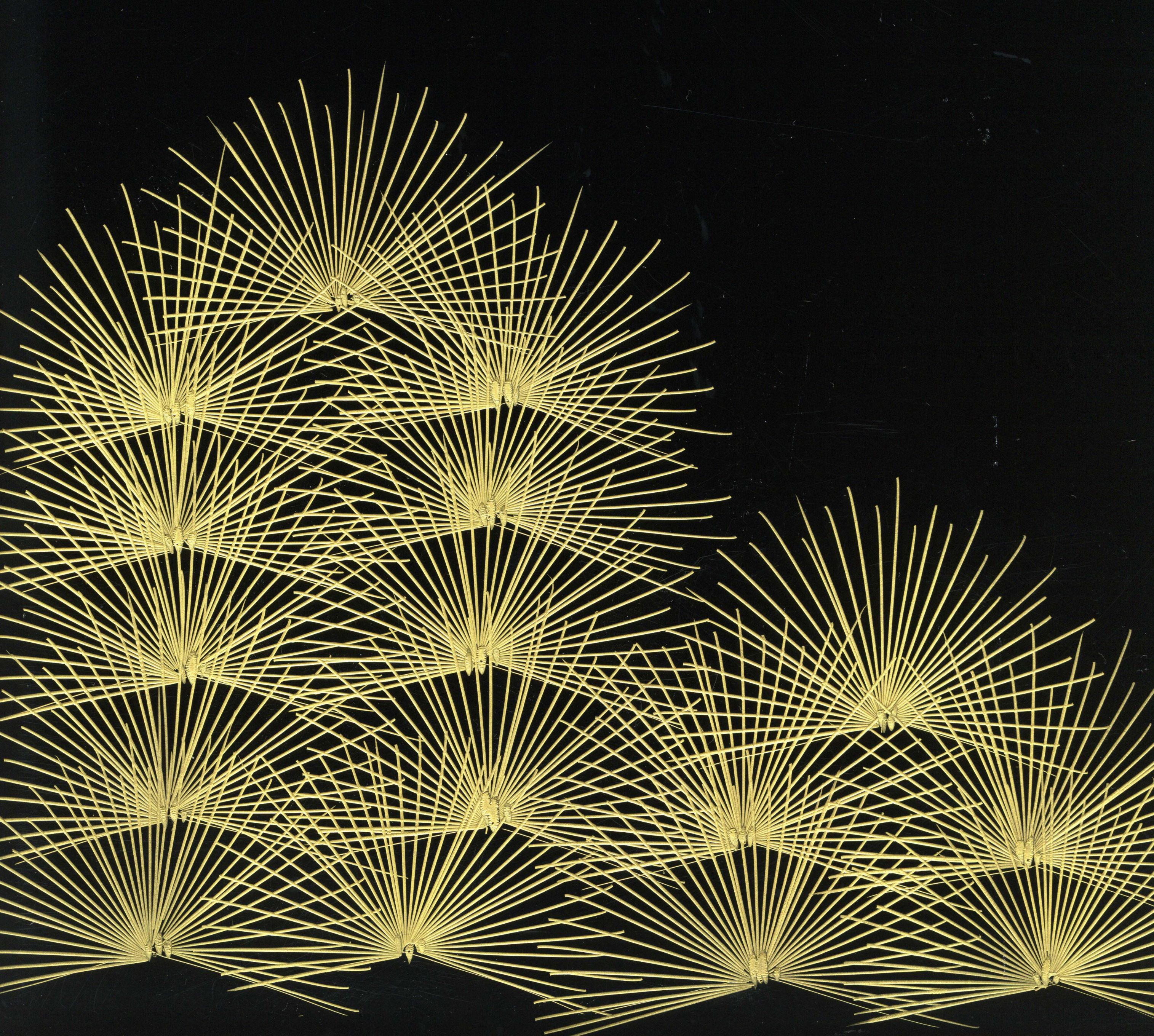
文箱に描かれた沈金の松葉

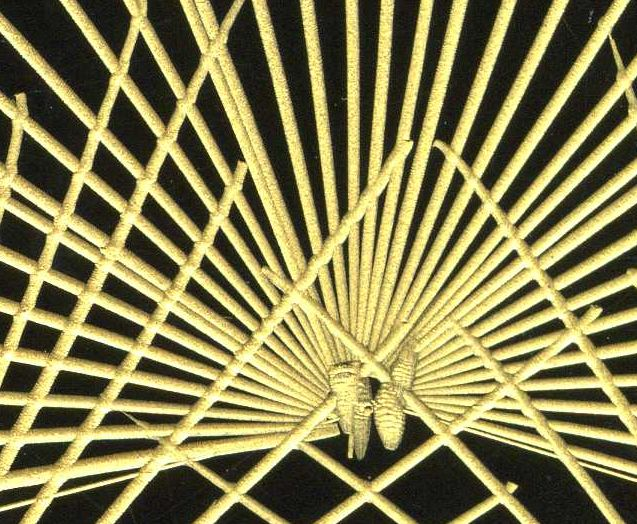
沈金（拡大画像）

沈金（ちんきん）は、漆器の装飾技法の一つである。
漆面に対して刃物で文様を彫り、この痕に金箔、金粉を押し込む。かつては中国、タイ、インドなどでも行われたが、現代では日本で最も盛んに行われており、国内の地域では、石川県輪島市を中心とする北陸地方。秋田県湯沢市、福島県会津若松市を中心とする東北地方。沖縄県には琉球沈金があります。特に会津塗や輪島塗でよく使われる技法である。箔や、金粉の代わりに顔料を埋め込む場合も有る。また、彫ったままで、何も埋め込まない場合は沈金とは言わずに「素彫り」と言う。中国名は、鎗金（そうきん。戧金と書く文献もある）。

## 沈金の技術者
- 前大峰
- 前史雄
- 水尻清甫
- 水尻幸太
- 三谷吾一